# روابط بلاروس و لسوتو
روابط بلاروس و لسوتو به روابط دوجانبه میان بلاروس و لسوتو اشاره دارد.

## تاریخچه
تا سال ۱۹۹۱، روابط بین لسوتو و بلاروس در چارچوب روابط لسوتو با اتحاد جماهیر شوروی سابق برقرار بود. پس از فروپاشی اتحاد جماهیر شوروی و استقلال بلاروس، دو کشور تا مدت‌ها روابط دیپلماتیک رسمی نداشتند.
در سال ۲۰۱۳، دو کشور درباره امکان گسترش همکاری در زمینه‌هایی مانند کشاورزی، ساختمان‌سازی و همکاری‌های صنعتی مذاکره کردند.
با این حال، روابط دیپلماتیک رسمی بین دو کشور هنوز توسعه چندانی نیافته‌ است و نمایندگی‌های دیپلماتیک دائمی میان آن‌ها برقرار نیست. امور دیپلماتیک عمدتاً از طریق سفارت‌های مقیم در کشورهای ثالث، به‌ویژه آفریقای جنوبی، پیگیری می‌شود.

## روابط اقتصادی
در سال ۲۰۱۱، حجم مبادلات تجاری میان بلاروس و لسوتو حدود ۹ هزار دلار بود. در همین سال، صادرات لسوتو به بلاروس نیز به همین میزان، یعنی ۹ هزار دلار، گزارش شده است.
در سال ۲۰۱۶، بلاروس محموله‌ای از چوب به لسوتو صادر کرد.